# Tlaxcala
Tlaxcala (pronunție în spaniolă [tla(ɣ)sˈkala]; Nahuatl: [tɬaʃˈkalːaːn] ), oficial Statul Liber și Suveran Tlaxcala (spaniolă Estado Libre y Soberano de Tlaxcala), este unul dintre cele 32 de state care fac parte din Entitățile Federale ale Mexicului. Este împărțită în 60 de municipalități, iar capitala sa eponimă este Tlaxcala.
Este situat în centrul est-centr al Mexicului, în regiunea altiplano, cu porțiunea de est dominată de Sierra Madre Oriental. Se mărginește cu statele Puebla la nord, est și sud, México la vest și Hidalgo la nord-vest. Este cel mai mic stat al republicii, reprezentând doar 0,2% din teritoriul țării.
Statul este numit după capitala sa, Tlaxcala, care a fost și numele orașului și culturii precolumbiene. Tlaxcalanii s-au aliat cu spaniolii pentru a-i învinge pe azteci, cu concesii de la spanioli care au permis teritoriului să rămână în mare parte intact pe parcursul a 300 de ani ai perioadei colonialăe. După independența Mexicului Tlaxcala a fost declarat teritoriu federal până în 1857 când a fost admis ca stat al federației.
Economia statului se bazează mai ales pe agricultură, industrie ușoară și turism. Industria turistică își are rădăcinile în istoria lungă a orașului Tlaxcala, atracțiile majore fiind siturile arheologice, cum ar fi Cacaxtla și construcțiile coloniale din și în jurul orașului Tlaxcala.